# ヤング・アインシュタイン
『ヤング・アインシュタイン』（原題：Young Einstein）は、1988年制作のオーストラリアのコメディ映画。
実在の人物、アルバート・アインシュタインの若き日々を奇想天外な解釈で描いた冒険コメディー映画。

## あらすじ
タスマニアでのどかに暮らすアルバート・アインシュタインはある日、自家製ビールに泡を立てる方法を思案中に、相対性理論の公式「E=mc²」を発見する。
アルバートは父の勧めで泡入りビールの特許を得るため、シドニーへ向かう。列車の中でアルバートは美しい女性科学者のマリー・キュリーと出会うが、同席していた大物実業家のプレストン・プレストンによって恋も大発明も邪魔される。
マリーのはからいでプレストンの会社で働き始めたアルバートは、エレキギターやサーフィン、ビールの泡を発明するが、嫉妬したプレストンによって精神病院に入れられてしまう。さらにプレストンは、アルバートの発明を横取りして泡入りビール製造機を製造し、ノーベル賞を受賞しようと企む。
一方アルバートは、プレストンの製造した泡入りビール製造機が実は原子爆弾であることに気付く。アルバートの父に変装して助けにきたマリーによりプレストンの企みに気付いたアルバートは、エレキギターで電子ロックを破壊して病院を脱走、マリーと共にプレストンの企みを阻止すべく動きだす。

## キャスト
- アルバート・アインシュタイン：ヤッホー・シリアス（吹替：古谷徹）
- マリー・キュリー：オディール・ル・クレジオ（吹替：勝生真沙子）
- プレストン・プレストン：ジョン・ハワード（吹替：安原義人）
- アインシュタインの父：ピーウィー・ウィルソン（吹替：堀勝之祐）
- アインシュタインの母：スー・クルイックシャンク（吹替：太田淑子）